# Team Wiggins/Saison 2015
Dieser Artikel listet Erfolge und Fahrer des Radsportteams Wiggins in der Saison 2015 auf.

## Mannschaft
| Name                        | Geburtstag        | Nationalität           | Team 2014                    |
| --------------------------- | ----------------- | ---------------------- | ---------------------------- |
| Steven Burke                | 4. März 1988      | Vereinigtes Königreich | Haribo-Beacon Cycling Team   |
| Mark Christian              | 20. November 1990 | Vereinigtes Königreich | Raleigh-GAC                  |
| Jonathan Dibben             | 12. Februar 1994  | Vereinigtes Königreich | Neoprofi                     |
| Owain Doull                 | 2. Mai 1993       | Vereinigtes Königreich | An Post-Chain Reaction       |
| Luc Hall (ab 22. April)     | 26. März 1995     | Vereinigtes Königreich | Neoprofi                     |
| Chris Lawless               | 4. November 1995  | Vereinigtes Königreich | Neoprofi                     |
| Iain Paton                  | 22. Februar 1995  | Vereinigtes Königreich | Neoprofi                     |
| Daniel Patten               | 11. Juli 1986     | Vereinigtes Königreich | Asfra Racing Team Oudenaarde |
| Andrew Tennant              | 9. März 1987      | Vereinigtes Königreich | Madison Genesis              |
| Michael Thompson            | 8. Februar 1995   | Vereinigtes Königreich | Neoprofi                     |
| Bradley Wiggins (ab 1. Mai) | 28. April 1980    | Vereinigtes Königreich | Team Sky                     |